# Прогрес (Адигея)
Прогрес (рос. Прогресс) — хутір Гіагінського району Адигеї Росії. Входить до складу Айрюмовського сільського поселення .
Населення — 940 осіб (2015 рік).

## Сучасність
У селі 7 вулиць. Є середня загальноосвітня школа і дошкільний заклад №5  «Казка», Фельдшерсько-акушерський пункт і Будинок культури

## Географія
Площа території хутора становить - 1,92 км², на які припадають 1,45% від загальної площі сільського поселення. Населений пункт розташований на Закубанській похилій рівнині, у перехідній від рівнинної в передгірську зону республіки. Середні висоти на території хутора становлять близько 136 метрів над рівнем моря. Рельєф місцевості являє собою в основному хвилясті передгірні рівнини, що має загальний ухил з південного заходу на північний схід, з горбисто-курганними і горбистими височинами. Долини річок порізані балками і пониженнями.